# Daguo (sockenhuvudort i Kina, Henan Sheng, lat 33,79, long 113,80)
Daguo är en sockenhuvudort i Kina. Den ligger i provinsen Henan, i den centrala delen av landet, omkring 110 kilometer söder om provinshuvudstaden Zhengzhou. Antalet invånare är 45 232. Befolkningen består av 21 682 kvinnor och 23 550 män. Barn under 15 år utgör 22,0 %, vuxna 15-64 år 67 %, och äldre över 65 år 9,0 %.
Runt Daguo är det tätbefolkat, med 762 invånare per kvadratkilometer. Närmaste större samhälle är Duqu, 6,7 km öster om Daguo. Trakten runt Daguo består till största delen av jordbruksmark.
Genomsnittlig årsnederbörd är 847 millimeter. Den regnigaste månaden är september, med i genomsnitt 154 mm nederbörd, och den torraste är januari, med 6 mm nederbörd.